# Senna obtusifolia
Espèce
Senna obtusifolia (pistache marron ou casse fétide) est une espèce de plantes à fleurs dicotylédones de la famille des Fabaceae. C'est une plante herbacée, annuelle ou vivace, ou un arbrisseau, originaire des régions tropicales d'Amérique du Sud.
Elle est considérée comme une mauvaise herbe dans toutes les régions où elle a été introduite, en particulier en Australie.

## Description
Senna obtusifolia est une plante herbacée, annuelle ou vivace mais peu pérenne, à port dressé, buissonnant, pouvant atteindre une hauteur de 1,5 à 2,5 m de haut.
Les tiges sont souvent très ramifiées.
La racine pivotante, robuste, mesure jusqu'à 1 m de long. Contrairement à de nombreuses Fabaceae, les racines de Senna obtusifolia ne portent pas de nodules de bactéries fixatrices d'azote.
Les feuilles alternes, paripennées, longues de 8 à 12 cm, portent trois paires de folioles.
Les folioles, à la base asymétrique, à l'apex mucroné, sont obovales à oblongues-obovales, et peuvent atteindre 6 cm de long et 4 cm de large.
Une petite glande est située sur le rachis entre les foliole de la première paire.
Deux stipules linéaires, d'environ 15 mm de long, sont présents à la base des feuilles.

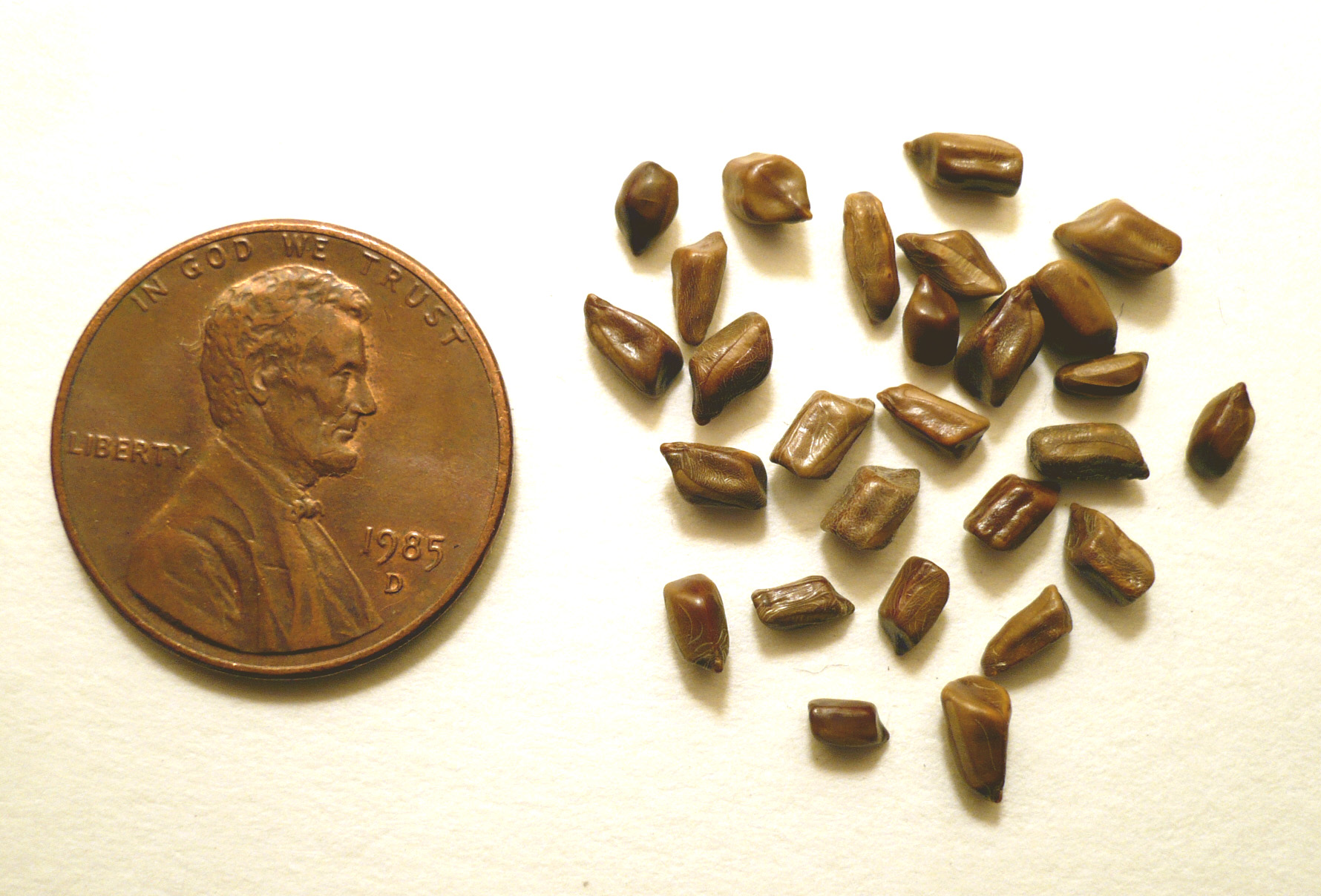
Graines de Senna obtusifolia (la pièce américaine d'un penny donne l'échelle).

Les fleurs, solitaires ou groupées par paires, sont portées à l'aisselle des feuilles, par des pédicelles de 1 à 3,5 cm de long.
Le calice est formé de cinq sépales libres d’environ 5 mm de long, carénés sur le dos. La corolle se compose de cinq pétales libres, jaunes, obovales, mesurant de 1 à 2 cm de long. Ils sont rétrécis à la base et arrondis à l'extrémité, à l'exception de l'étendard (pétale supérieur) qui a deux lobes.
L'androcée compte dix étamines dont sept sont fertiles et trois sont réduites en staminodes.
L'ovaire supère a de nombreux ovules.
Le fruit est une gousse linéaire, droite ou incurvée, déhiscente, atteignant 10 à 25 cm de long et 5 mm de large.
Elle contient de 25 à 30 graines. Les gousses sont légèrement rétrécies entre les graines. Il existe deux grands types de gousses, plus larges (3,5 à 6 mm) aux Antilles, en Afrique, en Chine et en Inde, plus étroites (de 2 à 3,5 mm de diamètre) et plus incurvées en Amérique du Sud et aux Philippines.
Les graines, de forme rhomboïdale, de couleur brun jaunâtre à rouge foncé, font environ 5 mm de long, avec une aréole étroite,.
Elle se développe dans les sols dégradés (Lucien Seguy).

## Taxinomie
Le genre Senna, qui compte environ 260 espèces a été détaché (ainsi que le genre Chamaecrista) du genre Cassia au début des années 1980.
Senna obtusifolia est étroitement apparentée à Senna tora L.. Les deux espèces sont parfois difficiles à distinguer. Certains noms vernaculaires peuvent s'appliquer indifféremment à l'une et à l'autre.

### Noms vernaculaires
- cassepuante, herbe pistache (Île Maurice), café zerb pian (Guyane française), pis piante, pistache marron (Haïti), séné, sou-marqué ou soumaké, sou-marqué bâtard (Antilles)[4].

### Synonymes
Selon Catalogue of Life (25 mars 2015) :
- Cassia humilis Collad.
- Cassia obtusifolia L.
- Cassia tora sensu auct.
- Cassia tora var. b Wight & Arn.
- Cassia tora var. humilis (Collad.) Collad.
- Cassia tora var. obtusifolia (L.) Haines
- Cassia toroides Raf.
- Cassia toroides Roxb.
- Diallobus falcatus Raf.
- Diallobus uniflorus Raf.
- Senna toroides Roxb.

## Distribution
L'aire d'origine de Senna obtusifolia se limitait à l'Amérique du Sud tropicale, mais elle s'est répandue dans toutes les régions tropicales et subtropicales du monde. Toutefois, son aire de répartition réelle est mal connue car la plante est souvent confondue avec une espèce proche, Senna tora, espèce asiatique répandue de l'Inde à la Chine.

## Utilisation

### Alimentation humaine
Les feuilles vertes de Senna obtusifolia sont parfois consommées comme légume et la plante est cultivée à cet effet dans les jardins dans certains pays d'Afrique. les feuilles âgées peuvent donner de la diarrhée.
En Afrique de l'ouest, ses feuilles sont un composant essentiel du <<Kalimbayari>>, plat à base de couscous de céréales rencontré chez les Gourmantchés.
Au Soudan, le « kawal », produit à partir de feuilles fermentées, est consommé comme substitut de viande.
Le kawal est produit par broyage des feuilles en une pâte qui est ensuite mise à fermenter dans une jarre, enterrée dans un endroit frais. Tous les trois jours, la jarre est déterrée et le contenu mélangé. Après deux semaines, la pâte est retirée et roulée en boules que l'on fait sécher au soleil. Ces boules sont habituellement cuites en ragoût avec des oignons et du gombo.
Les graines torréfiées et moulues ont également été utilisées comme substitut du café.

### Alimentation animale
En Afrique, le bétail (bovins, ovins, caprins, et les autruches) peut brouter cette plante. Les bovins broutant des plantes du genre Senna peuvent contracter une mycotoxicose souvent mortelle.
Les feuilles, riches en protéines, sont appréciées par la volaille.

### Médicinale traditionnelle
Les feuilles, les graines et les racines sont également utilisés en médecine traditionnelle, principalement en Asie. La plante a des propriétés laxatives, et serait aussi bénéfique pour les yeux.
En médecine traditionnelle chinoise, les graines sont appelées juémíng zǐ (chinois simplifié : 决明子 ; chinois traditionnel : 決明子 ; pinyin : juémíng zi ; litt. « graine de cassia ») sont utilisées en infusion, mélangées avec du thé. Elles ont pour vertu d'être bon pour les yeux. En médecine traditionnelle coréenne, les graines, appelées  gyeolmyeongja  (결명자, Hanja : 決明茶), sont généralement préparées sous forme d'infusion. Elles sont également utilisées en médecine Kampo (médecine traditionnelle japonaise), sous le nom de ketsumei-shi (ケツメイシ, 決明子)) ou sous leur nom chinois.

### Gomme de casse
Les graines sont une source commerciale de la gomme de casse, additif alimentaire habituellement utilisé comme épaississant, qui doit son nom à l'ancien nom générique de la plante, Cassia.

### Autres usages
Les graines sont parfois utilisées comme mordant pour la teinture.